# 葵芳邨

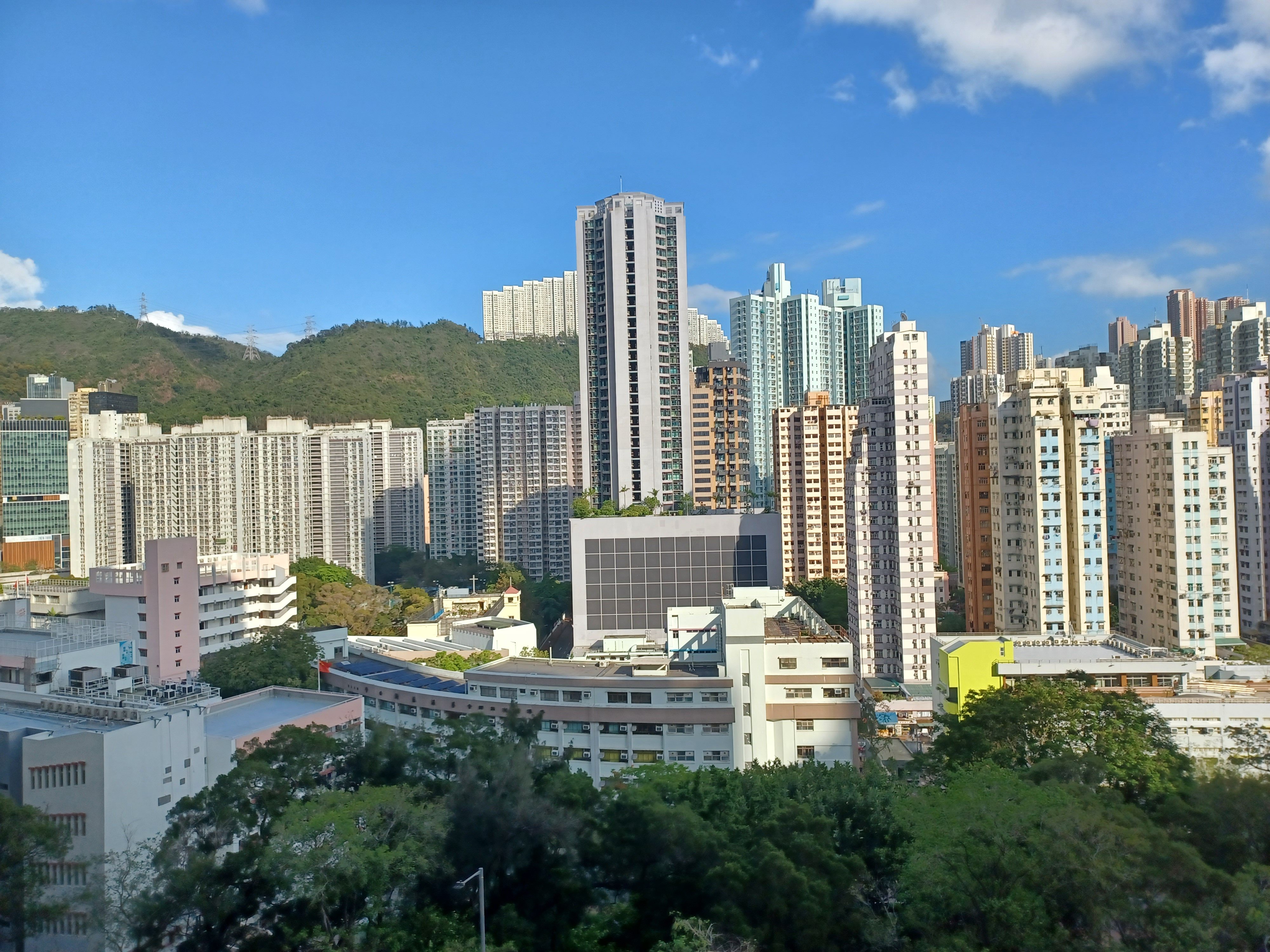
葵聯邨望向葵芳邨

葵芳邨（英語：Kwai Fong Estate）是香港的一個公共屋邨 ，於1971年落成，為葵青區內第3個政府廉租屋邨（不計保留在荃灣區之梨木樹邨），並是香港首個被揭發建築用料低於標準的公共屋邨（26座問題公屋醜聞）。全部樓宇已於1987年至2002年期間重建完成，由房屋署總建築師（6）設計，現時由中海物業管理有限公司負責屋邨管理，目前住戶數目為6,200戶。

## 地理位置
該屋邨位於香港新界下葵涌，全邨建築於醉酒灣填海地上。以街道標示則為葵富道以北、葵益道（安道西段）以南、葵涌道以西、興芳路（前稱葵芳邨通道）以東。
本邨土地前身曾規劃為地鐵荃灣線車廠及附設的垃圾灣站（今葵芳站），但後來政府更改地鐵規劃，將車廠位置兩度更改，原來預留建廠土地成為葵芳邨。

## 歷史
重建前的葵芳邨政府廉租屋邨，由有成建築有限公司承建。首批葵芳邨的樓宇在1971年至1973年建成，共有11座舊長型樓宇，建築費用約為港幣4,000萬元。

### 牽涉「26座問題公屋」醜聞
1980年3月，只有8年樓齡的葵芳邨第5座多處天花板及外牆出現嚴重混凝土剝落，其中以17、18及19樓數個單位的情況最嚴重，有居民懷疑該座屬「鹹水樓」，房署起初對外稱樓宇結構「並無重大問題」，在4月1日更作出保證，指第5座的結構「絕對良好」。天花板及外牆剝落問題仍持續，除第5座外，第4及第6座亦出現同樣情況，房署於1981年1月表示會徹底調查，並會採取不同方法解決有關問題。由於受影響居民擔心所住樓宇結構安全，房署先於第6座進行全面重修，並於1981年至1982年間把該座全部居民調遷至大窩口邨，但是房署否認樓宇結構出現問題。第6座維修工程於1985年初完成，並於4月起入伙。
房署原本計劃是將第5、6及10座進行全面修葺工程（第10座及後更被揭發石屎強度只有2.4MPa，此三座拆卸或維修前或只有平均2～3MPa強度，即現代樓宇建造標準約一成），但因為維修第6座的費用嚴重超支，於是於1985年1月13日宣佈決定將第5座直接拆卸，再重新入則興建新第5座（葵仁樓），結果第5座便成為首幢被拆卸的政府廉租屋，大部份居民獲調遷至青衣長康邨康安樓及康盛樓（恰巧長康邨第1至3期也是由同一承建商興建）。至同月23日，房署又宣佈將第8座，和相連的第9、10及11座一併清拆，但當局推遲至葵仁樓（原第5座）及葵智樓於1987年9月入伙後，才宣告重新發展。
葵芳邨第5和第6座之問題經驗證後，發覺由於在建屋施工時偷工減料，令混凝土強度大幅低於標準，以致房屋結構受損，事件亦引發「26座問題公屋」和「鹹水樓」的公屋醜聞。原先，政府打算以談判方式處理問題，但最後因事態嚴重而改為索償，而有成亦因嚴重負債而被頒令清盤。

#### 重建及安置居民
由於要盡量做到原邨安置，建好一期入伙後才能拆下一期，所以重建葵芳邨時間長達20年（1982-2002年），所以經分期重建後，葵芳邨擁有12幢共7款不同時期的標準設計大廈，故此未能將全邨設計統一成一個整體，而每期所採用的樓宇設計、外牆顏色及設計風格則各有不同，計有新長型、相連長型L1及L3型、和諧式的和諧1及3型、單方向設計大廈及新十字型樓宇。但全邨由一個屋邨辦事處統一管理，此辦事處已於1998年從第6座2樓搬到葵泰樓地下。

## 屋邨資料

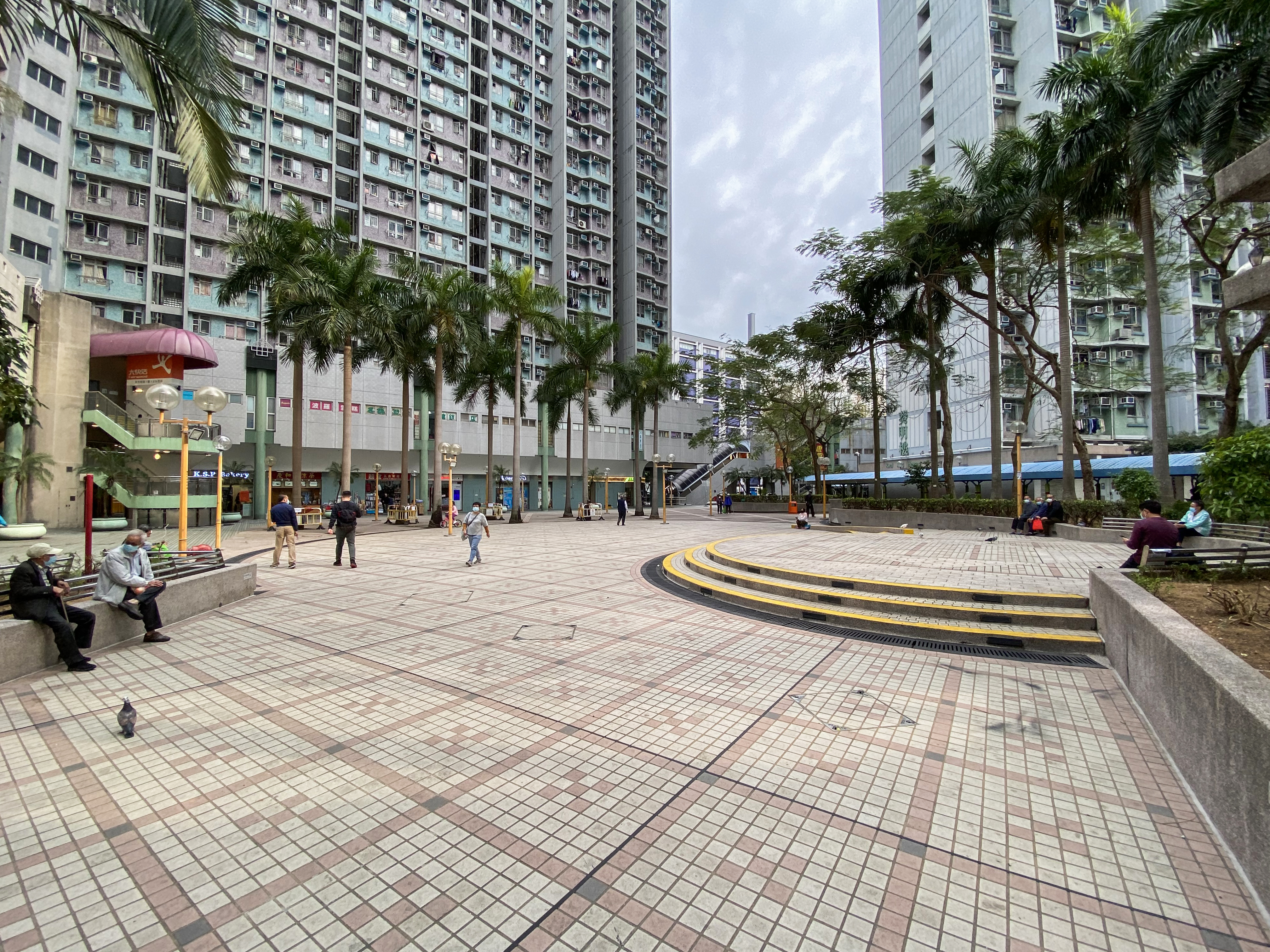
葵芳廣場對出的羅馬廣場

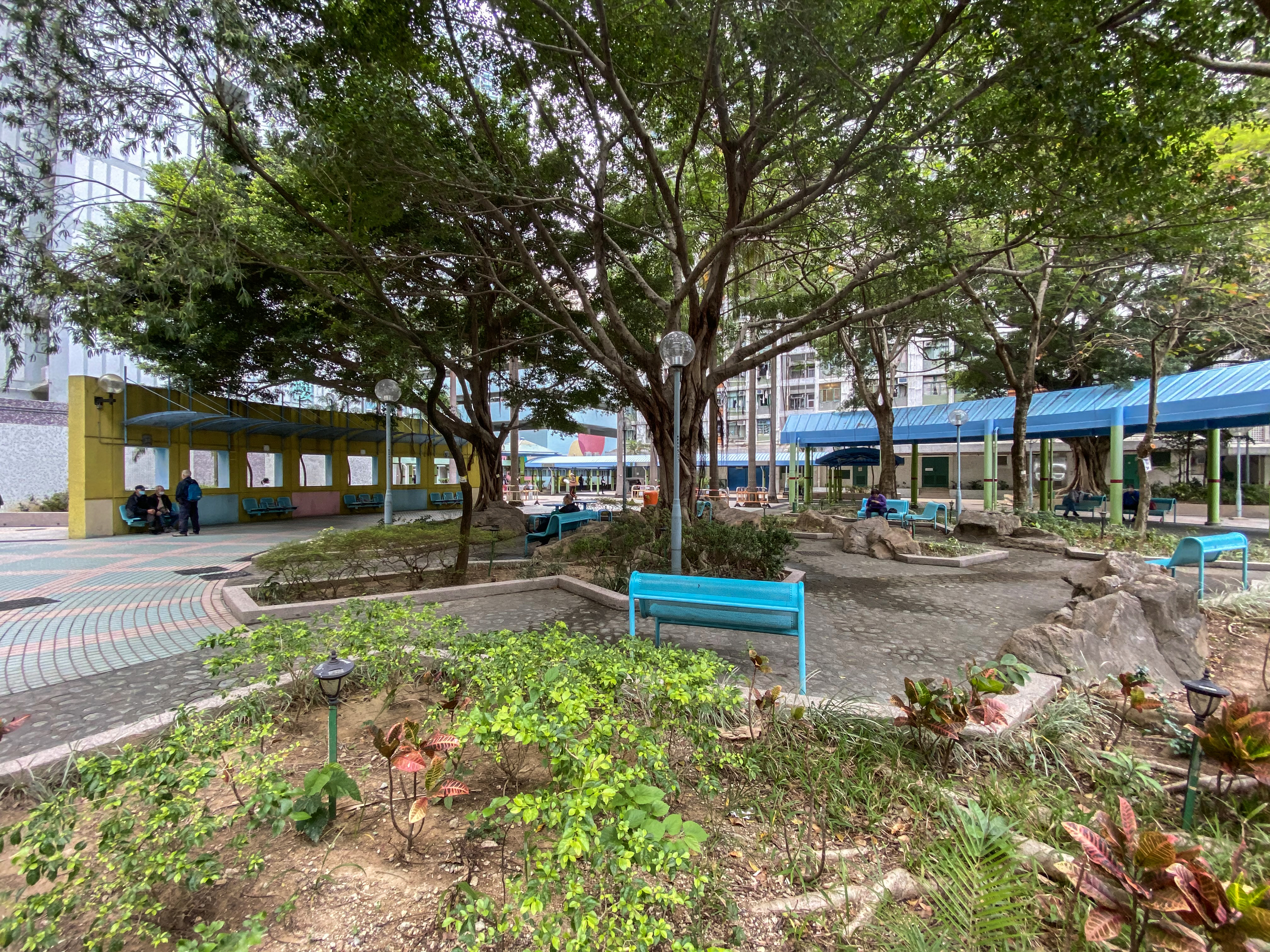
休憩空間

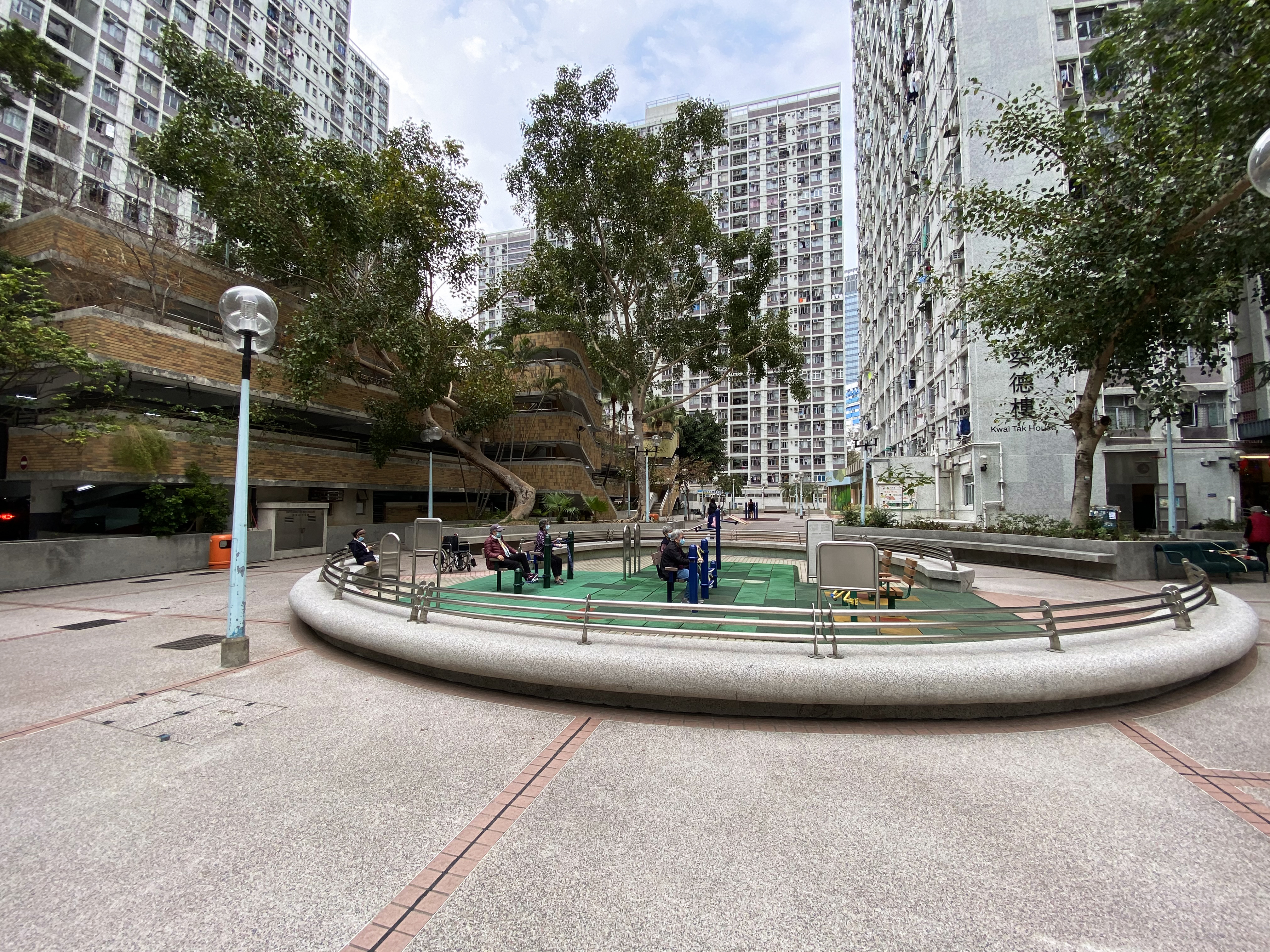
葵德樓對出的空地原本為水池，不過到2000年代初改為健身區

重建後的葵芳邨位於新界葵涌興芳路177號。

### 現存樓宇
| 樓宇名稱（座號）                | 樓宇類型                      | 落成年份 | 住宅層數 | 每層伙數                        | 每座單位總數（伙） | 承建商                       | 提供升降機的廠商 （更換前）        | 提供升降機的廠商 （更換後） | 期數 |
| ------------------------------- | ----------------------------- | -------- | -------- | ------------------------------- | ------------------ | ---------------------------- | ---------------------------------- | --------------------------- | ---- |
| 葵仁樓（第5座） （英語：Kwai Yan House）      | 新長型 （雙翼0度，縮短版本）  | 1987年   | 19       | 33                              | 547                | 順成建築                     | 三菱 MP-VF（VVVF）                 | 東芝 ELCOSMO-III（VVVF）    | 1    |
| 葵智樓（A座/第7座） （英語：Kwai Chi House）  | 相連長型一型                  | 1987年   | 26       | 14 8（27樓）                    | 358                | 順成建築                     | 三菱 MP-VF（VVVF）                 | 東芝 ELCOSMO-III（VVVF）    | 1    |
| 葵德樓（B座/第11座） （英語：Kwai Tak House） | 相連長型一型                  | 1991年   | 26       | 16 10（27樓）                   | 410                | 朱祥興建築有限公司           | 東芝 CV40（ACVV）                  | 東芝 ELCOSMO-III（VVVF）    | 2    |
| 葵信樓（C座/第4座） （英語：Kwai Shun House）  | 相連長型三型                  | 1991年   | 24       | 22 16（25樓）                   | 508                | 朱祥興建築有限公司           | 東芝 CV40（ACVV）                  | 東芝 ELCOSMO-III（VVVF）    | 2    |
| 葵安樓（D座/第6座） （英語：Kwai On House）  | 相連長型三型                  | 1990年   | 24       | 22 16（25樓）                   | 522                | 朱祥興建築有限公司           | 東芝 CV40（ACVV）                  | 東芝 ELCOSMO-III（VVVF）    | 2    |
| 葵健樓（E座/第1座） （英語：Kwai Kin House）  | 和諧三型第一款 （第一代）     | 1993年   | 26       | 17                              | 442                | 宏宗建築有限公司（總承建商） | 迅達 Miconic V Dynatron MV（ACVV） | （暫未更換）                | 3    |
| 葵明樓（F座/第8座） （英語：Kwai Ming House）  | 和諧一型第六款 （第二代）     | 1997年   | 38       | 20 19（19樓） 1-3樓設有長者住屋 | 765                | 德榮建築                     | 通力 TMS-600（VVVF）               | （暫未更換）                | 4    |
| 葵正樓（G座/第9座） （英語：Kwai Ching House）  | 和諧一型第六款 （第二代）     | 1997年   | 38       | 20 19（19樓） 1-3樓設有長者住屋 | 773                | 德榮建築                     | 通力 TMS-600（VVVF）               | （暫未更換）                | 4    |
| 葵泰樓（H座/第10座） （英語：Kwai Tai House） | 和諧一型第六款 （第三代）     | 1998年   | 38       | 20 19（19樓） 1-3樓設有長者住屋 | 764                | 新福港集團                   | LG （時稱Goldstar） HVP-II（VVVF） | （暫未更換）                | 5    |
| 葵愛樓（J座/第12座） （英語：Kwai Oi House） | 單方向設計大廈 （和諧式設計） | 2000年   | 19       | 24                              | 456                | 新昌營造                     | 富士達 EXDN-II（VVVF）             | （暫未更換）                | 6    |
| 葵歡樓（K座/第2座） （英語：Kwai Foon House）  | 新十字型 （1999年改良版本）   | 2002年   | 40       | 10                              | 400                | 新昌營造                     | 蒂森 （VVVF）                      | （暫未更換）                | 7    |
| 葵喜樓（L座/第3座） （英語：Kwai Hei House）  | 新十字型 （1999年改良版本）   | 2002年   | 40       | 10                              | 400                | 新昌營造                     | 蒂森 （VVVF）                      | （暫未更換）                | 7    |

（註：以上座號以房屋署Estate Property的記錄為依歸。）

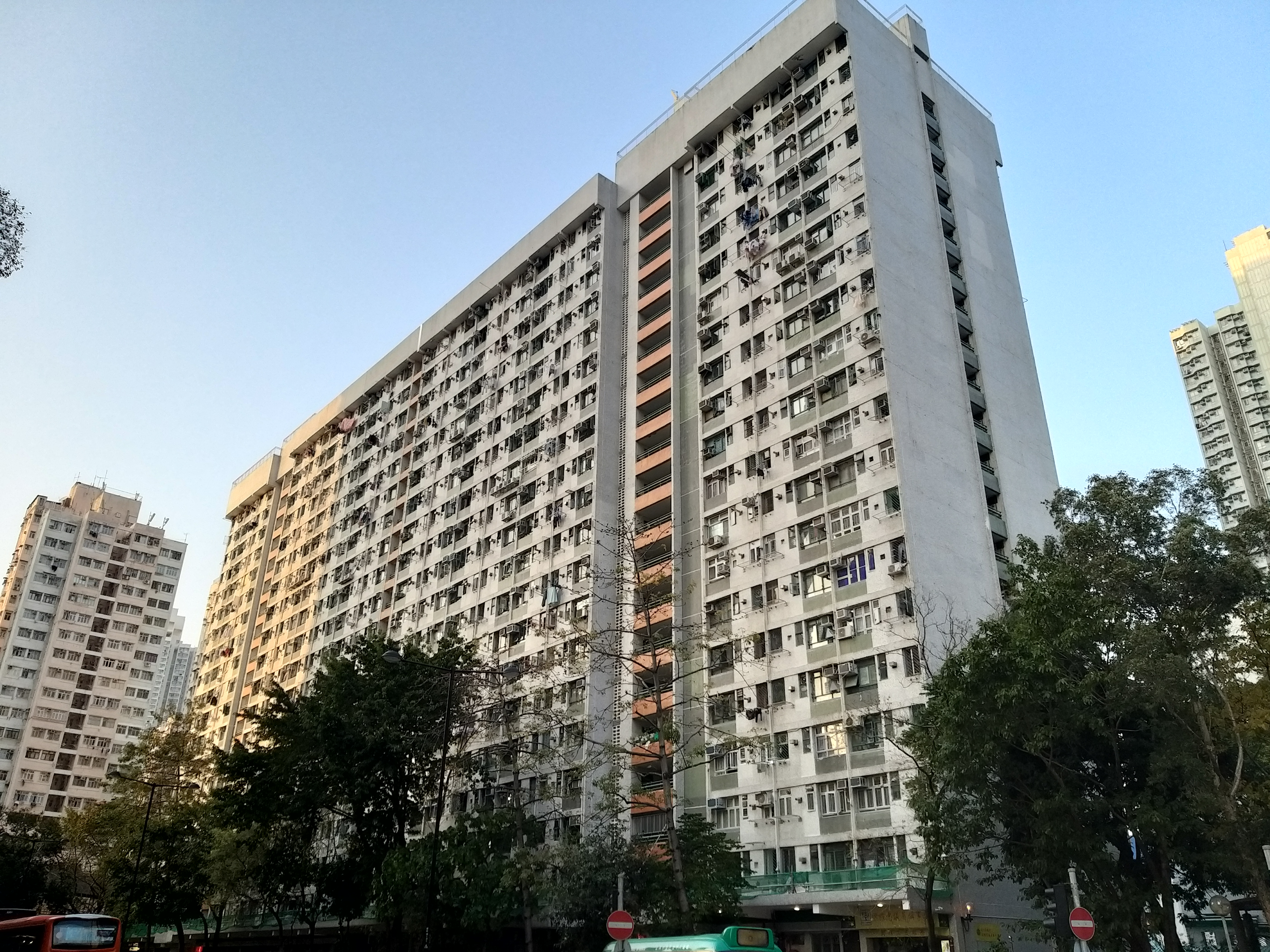
葵芳邨葵仁樓，是全港唯一不作出售的新長型大廈，形式為呈0度雙翼
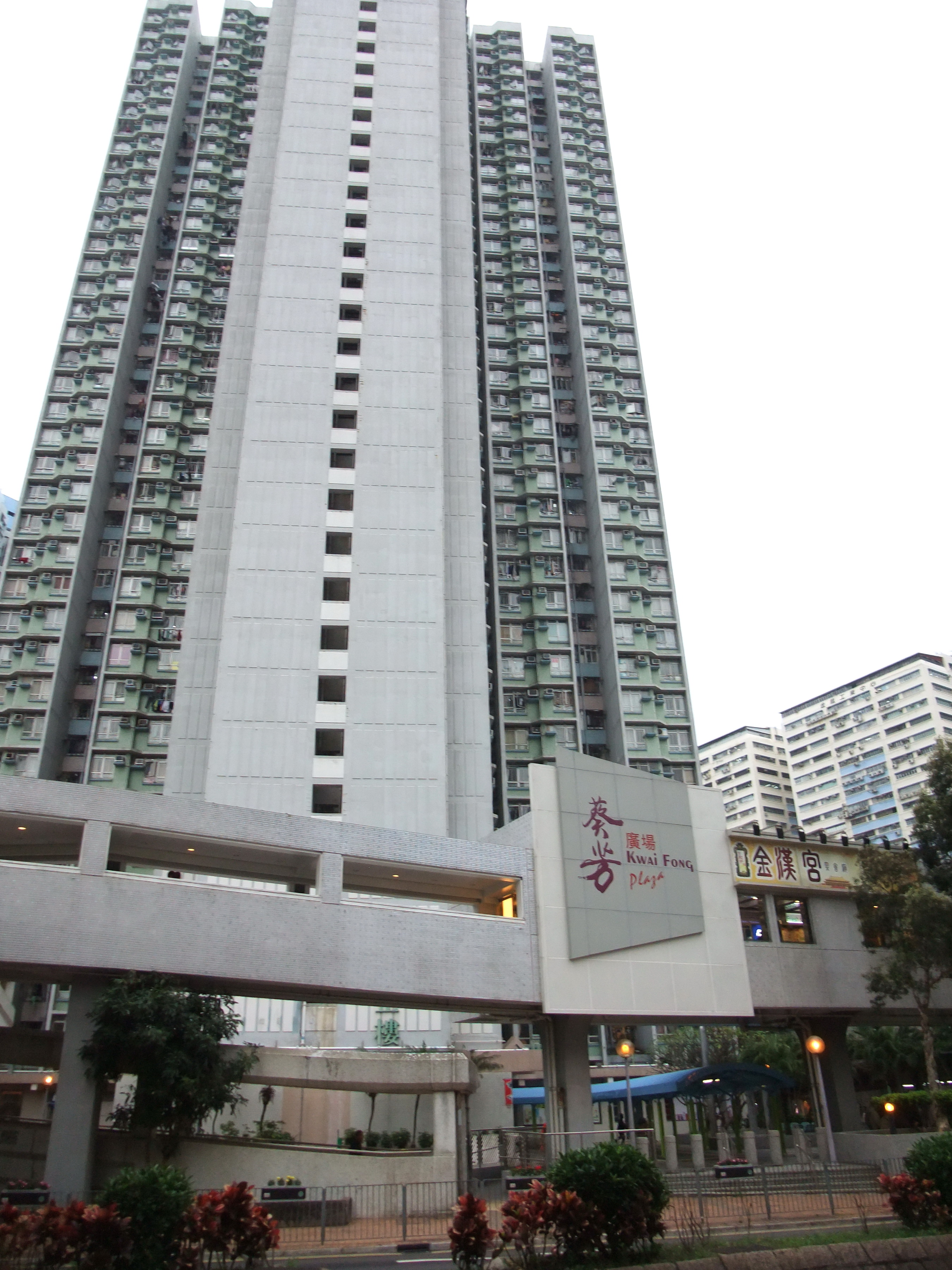
葵芳邨葵正樓，下方為連接「新葵芳花園」與「葵芳廣場」的行人天橋
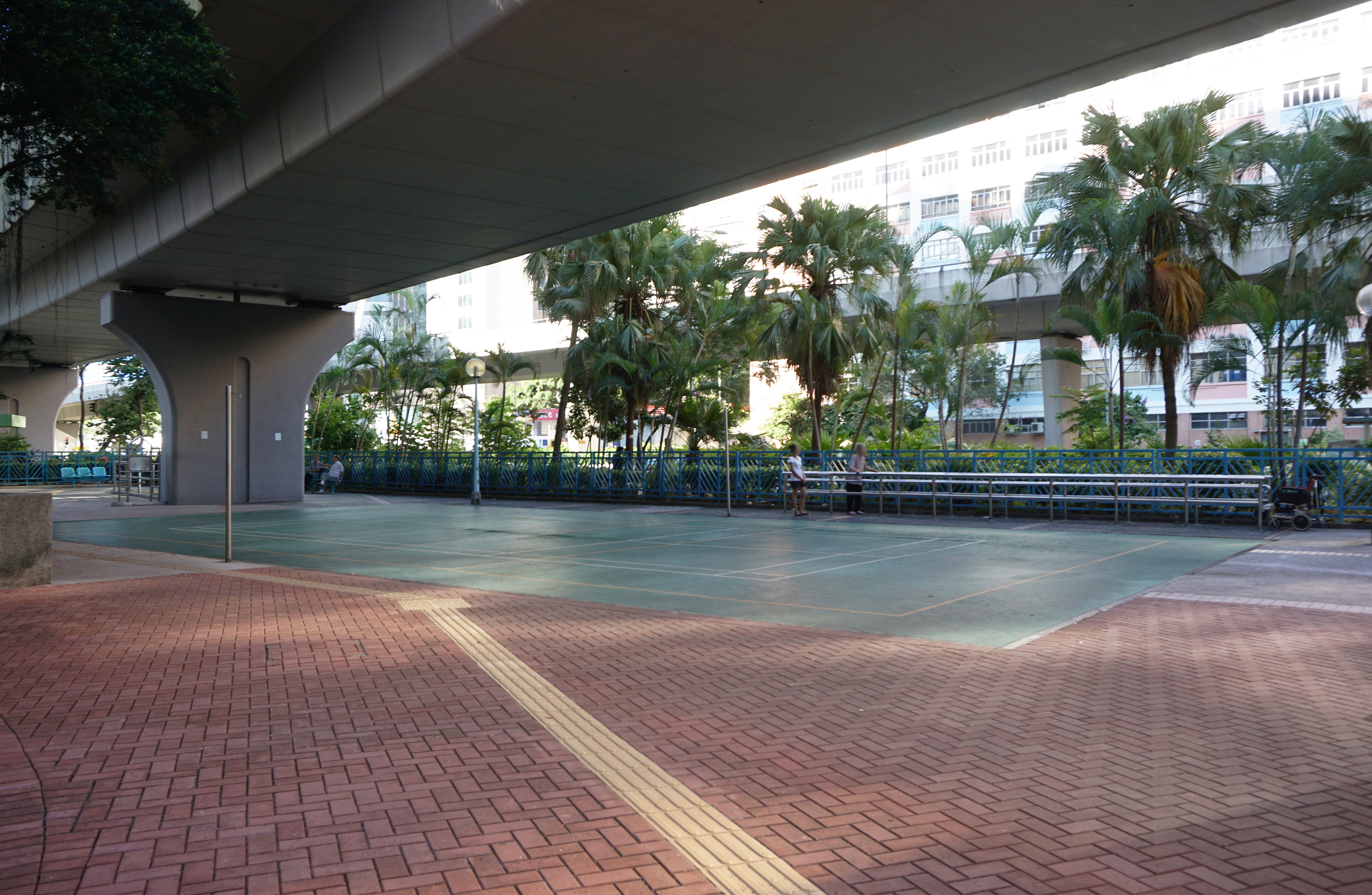
羽毛球場及卵石路步行徑
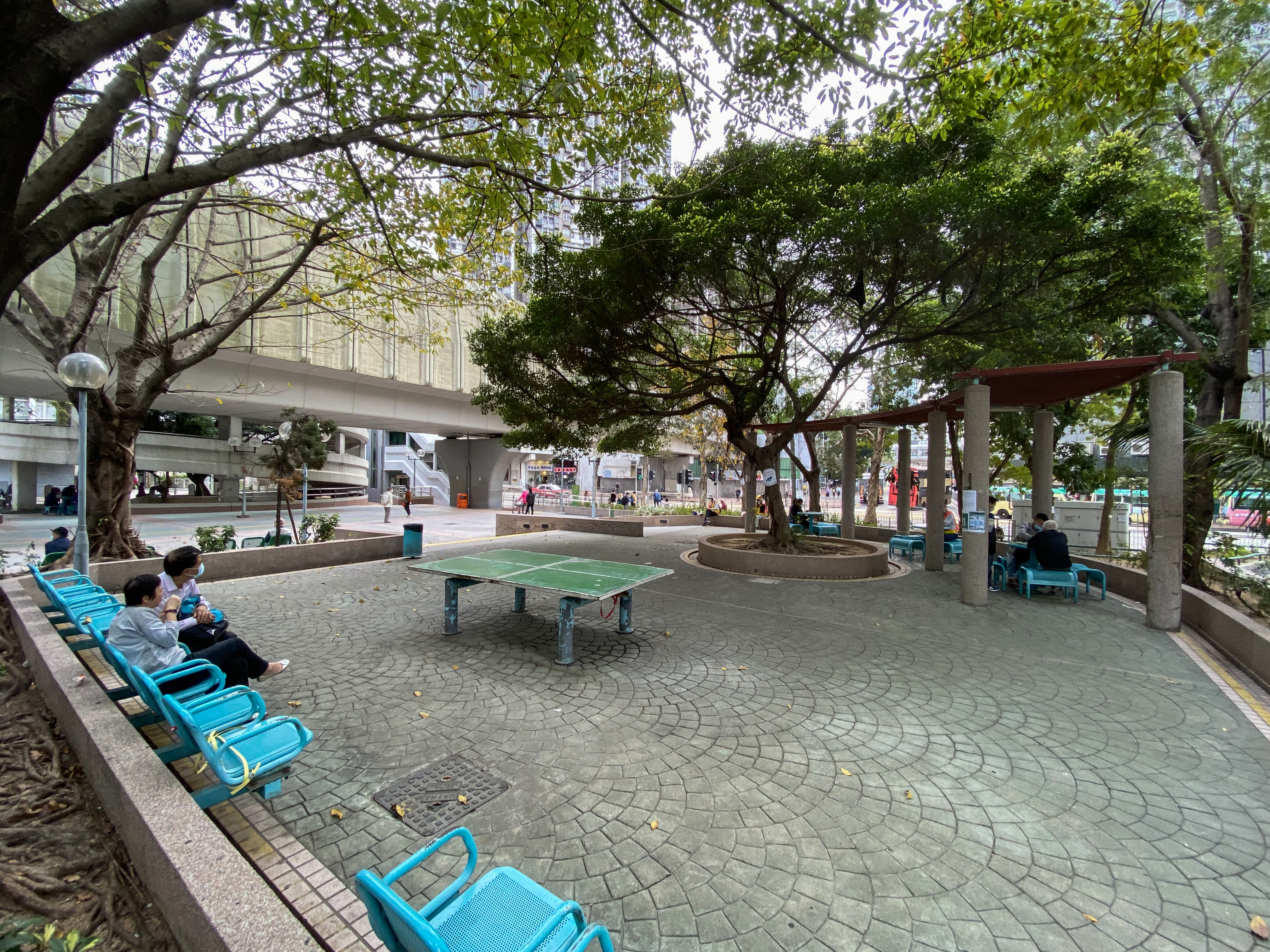
葵仁樓旁的乒乓球檯
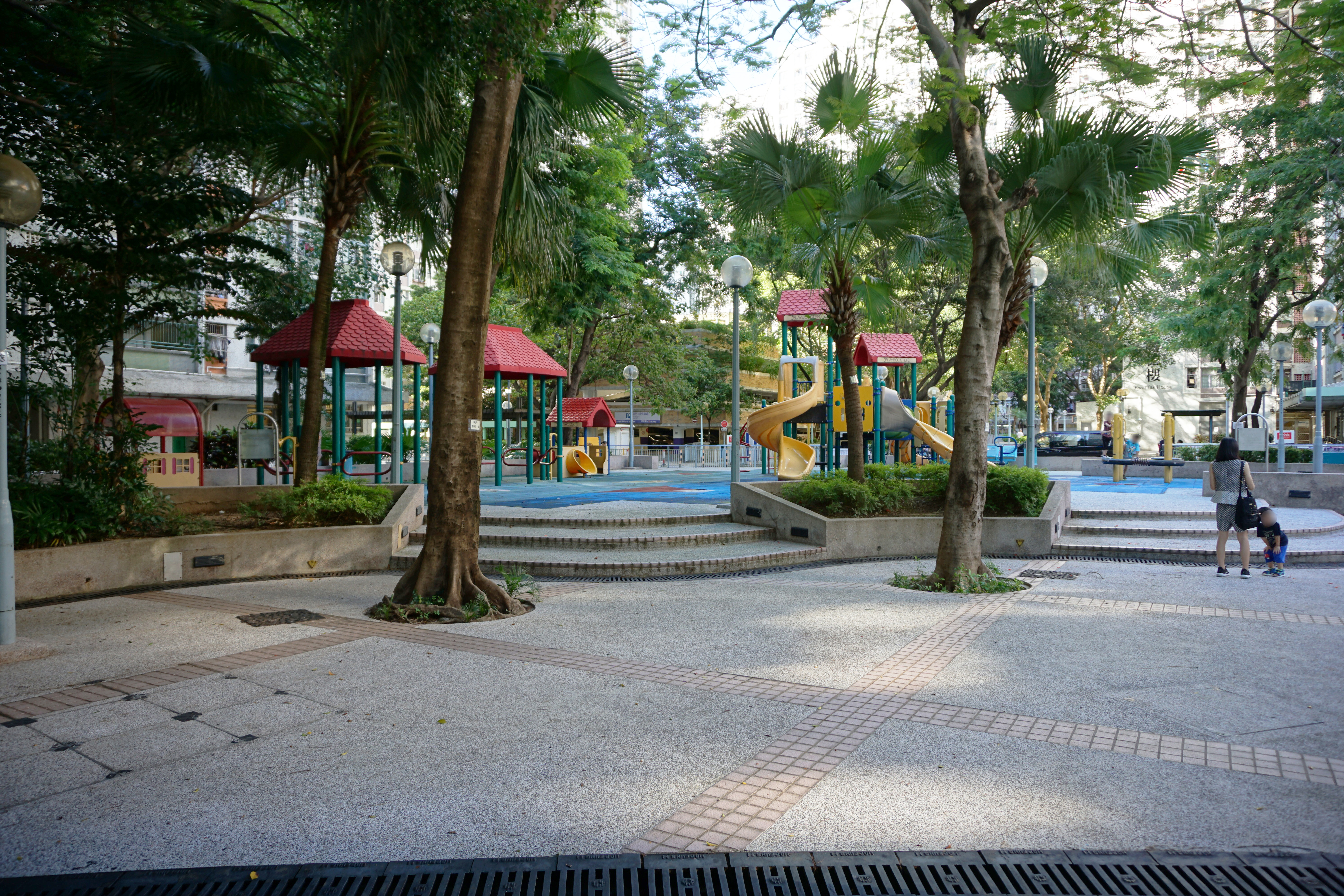
兒童遊樂場
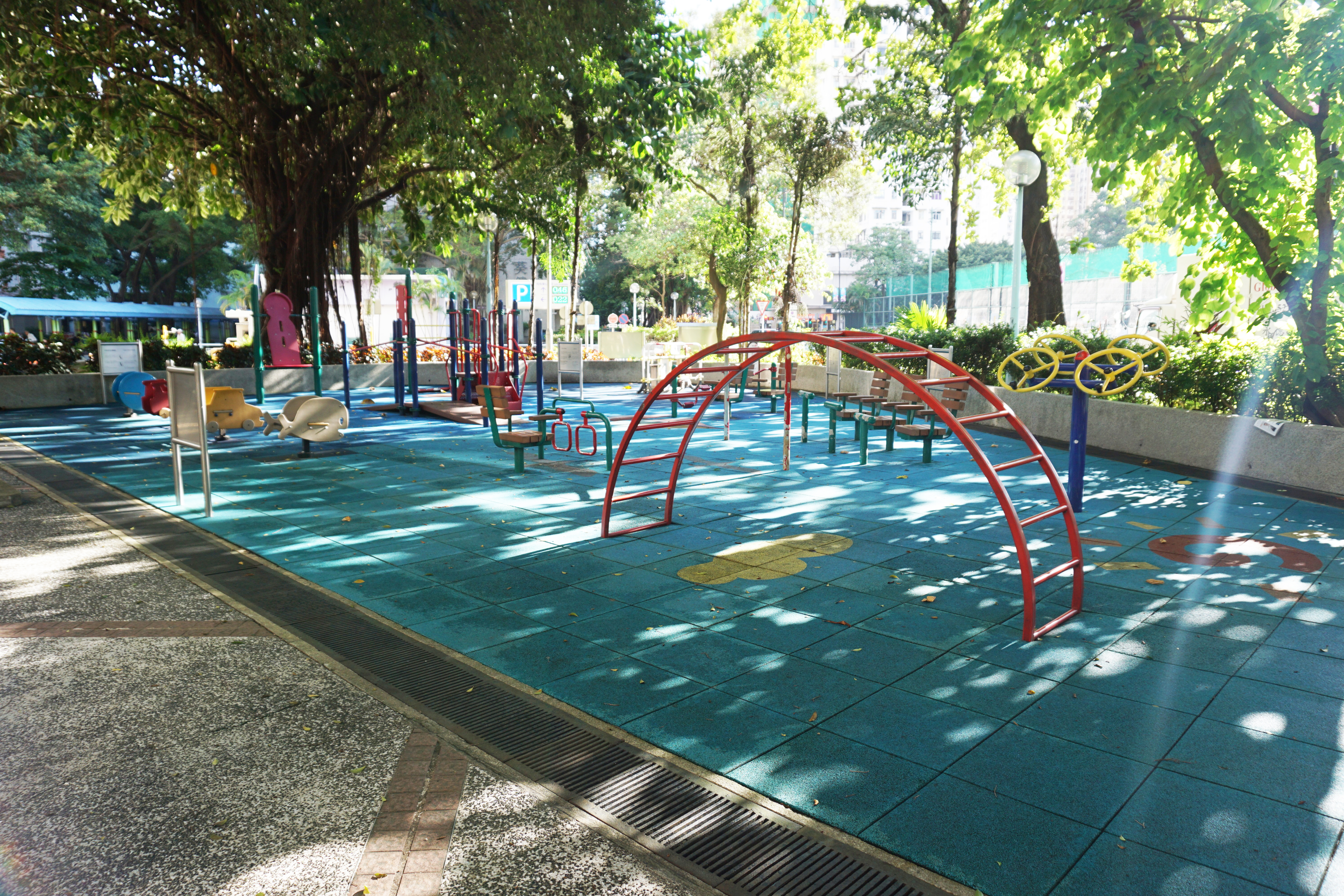
兒童遊樂場（2）及健體區
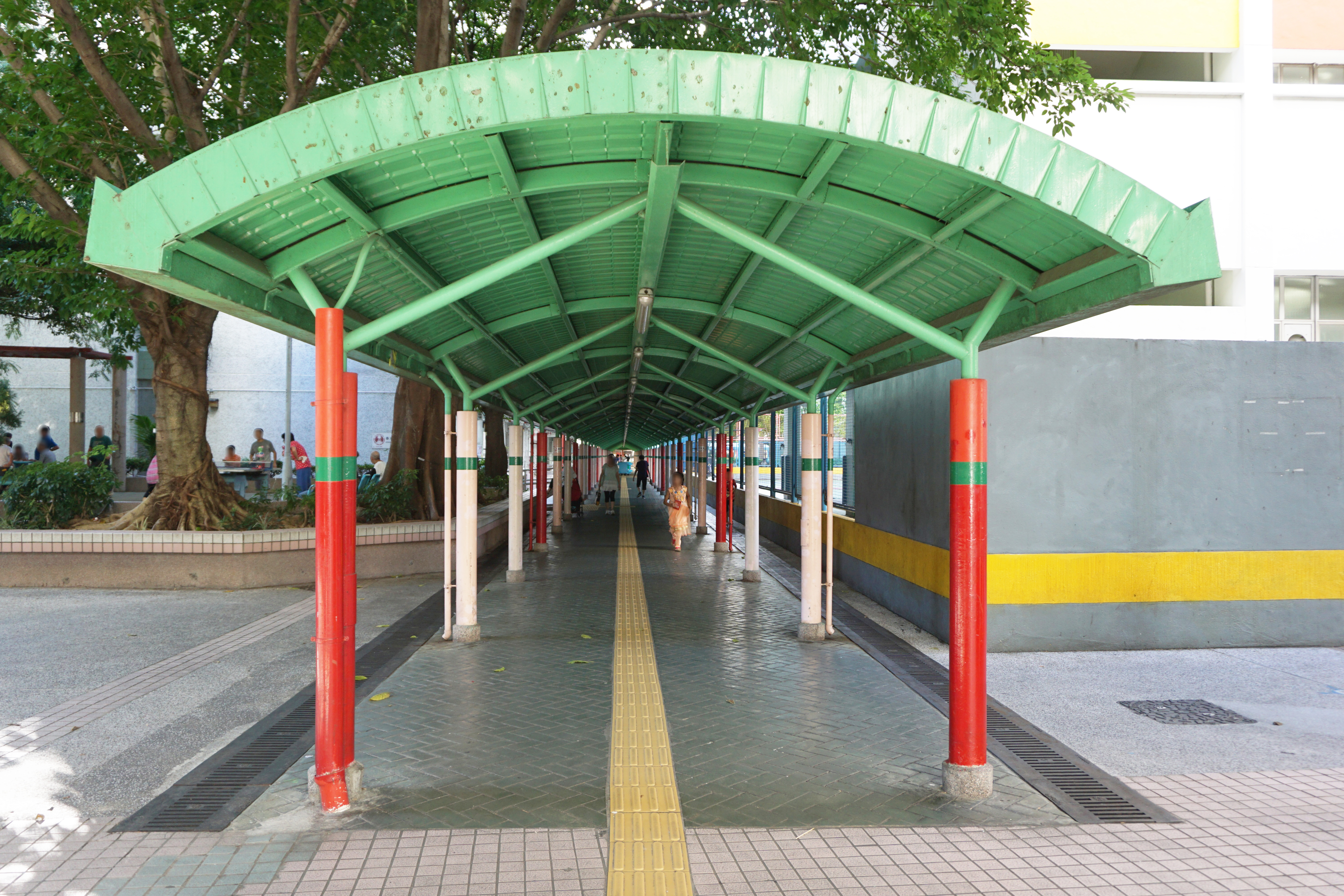
有蓋行人通道
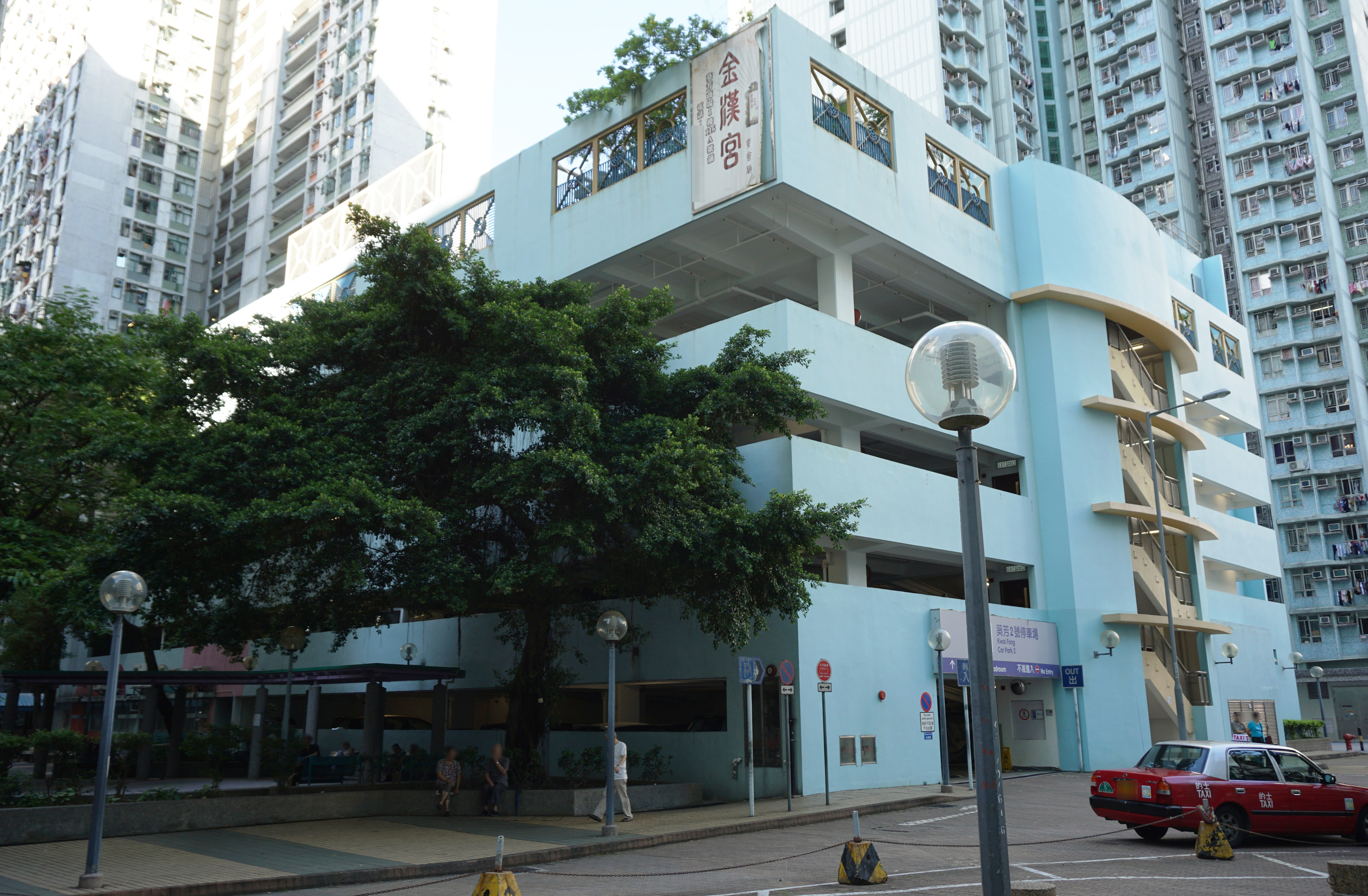
葵芳2號停車場
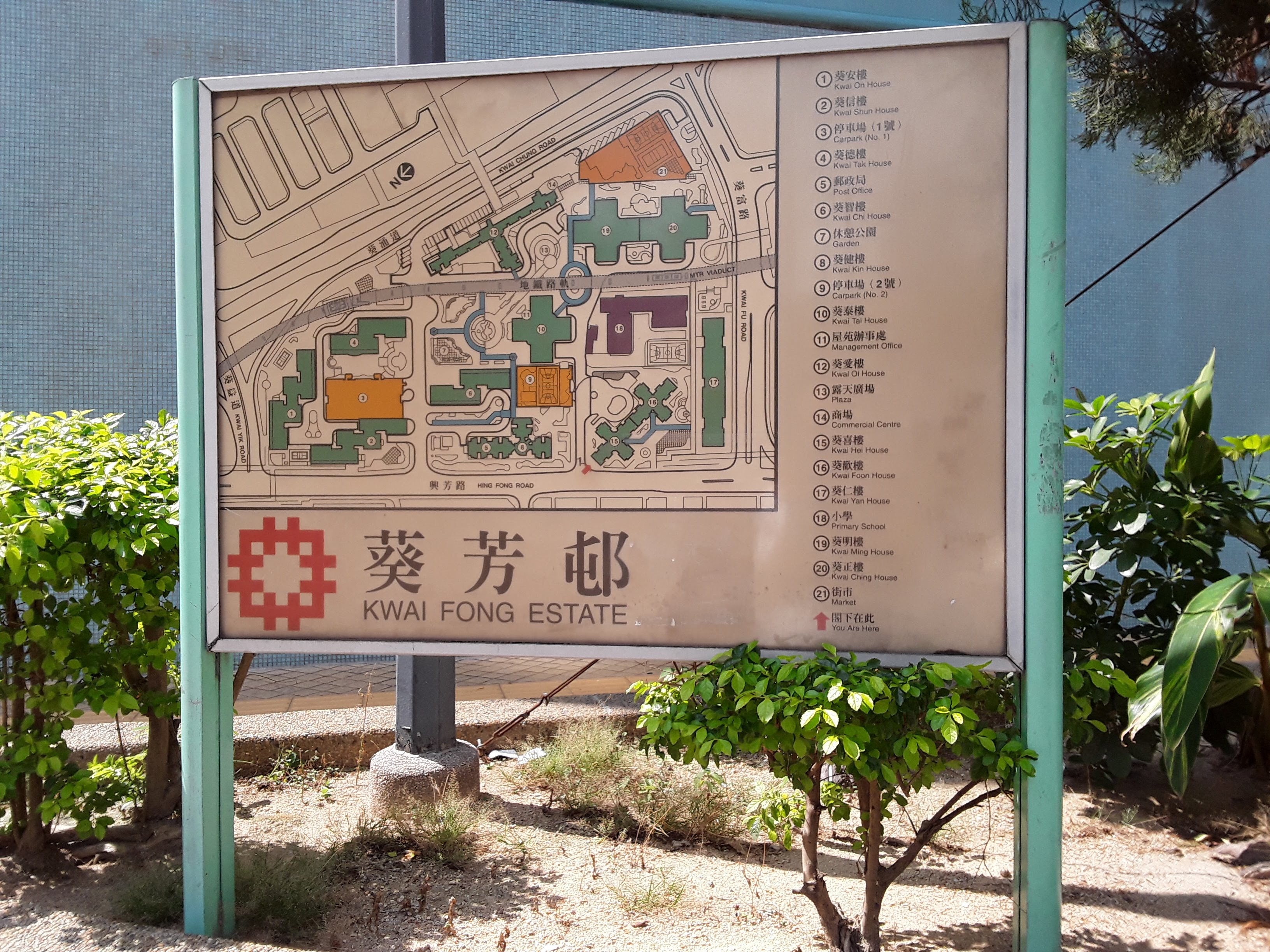
葵芳邨的屋邨地圖，此圖位於葵喜樓地下
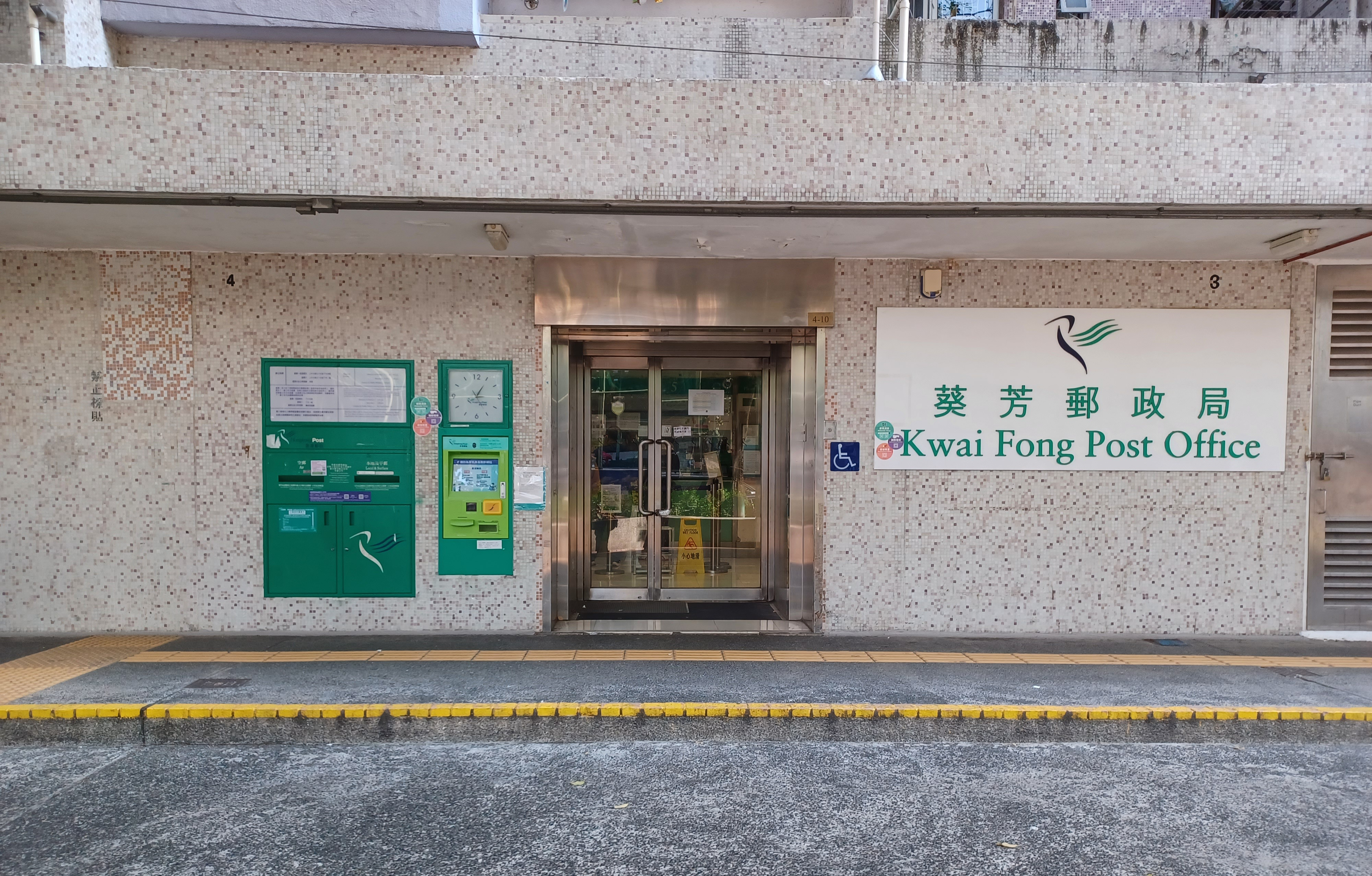
葵健樓地下的葵芳郵政局

### 歷代樓宇
| 重建前的葵芳邨   | 重建前的葵芳邨                        | 重建前的葵芳邨 | 重建前的葵芳邨 | 重建前的葵芳邨   | 重建前的葵芳邨         | 重建前的葵芳邨                       | 重建前的葵芳邨                                                        |
| 樓宇名稱（座號） | 樓宇類型                              | 落成年份       | 拆卸日期       | 承建商           | 重建後原地所屬的樓宇   | 備註                                 | 安置屋邨                                                              |
| ---------------- | ------------------------------------- | -------------- | -------------- | ---------------- | ---------------------- | ------------------------------------ | --------------------------------------------------------------------- |
| 第1座            | 舊長型大廈 （當時作「新型廉租大廈」） | 1973年         | 1992年         | 有成建築有限公司 | 葵明樓 葵正樓 葵芳廣場 |                                      | （同一屋邨） 葵德樓 葵信樓 葵安樓                                     |
| 第2座            | 舊長型大廈 （當時作「新型廉租大廈」） | 1973年         | 1992年         | 有成建築有限公司 | 葵明樓 葵正樓 葵芳廣場 |                                      | （同一屋邨） 葵德樓 葵信樓 葵安樓                                     |
| 第3座            | 舊長型大廈 （當時作「新型廉租大廈」） | 1973年         | 1997年         | 有成建築有限公司 | 葵愛樓                 | （同一屋邨） 葵明樓 葵正樓           |                                                                       |
| 第4座            | 舊長型大廈 （當時作「新型廉租大廈」） | 1971年         | 1996年         | 有成建築有限公司 | 佛教林金殿紀念小學     | （同一屋邨） 葵明樓 葵正樓           |                                                                       |
| 第5座            | 舊長型大廈 （當時作「新型廉租大廈」） | 1971年         | 1985年1月      | 有成建築有限公司 | 葵仁樓                 | 第一座被拆卸的政府廉租屋             | （同一屋邨） 第6座 長康邨                                             |
| 第6座            | 舊長型大廈 （當時作「新型廉租大廈」） | 1971年         | 1997年         | 有成建築有限公司 | 葵歡樓 葵喜樓          | 曾於1982年全座重修及在1985年重新入伙 | 大窩口邨（1982年調遷戶） （同一屋邨） 葵明樓 葵正樓（1985年入伙居民） |
| 第7座            | 舊長型大廈 （當時作「新型廉租大廈」） | 1971年         | 1996年         | 有成建築有限公司 | 葵泰樓                 |                                      | （同一屋邨） 葵明樓 葵正樓                                            |
| 第8座            | 舊長型大廈 （當時作「新型廉租大廈」） | 1971年         | 1989年1月      | 有成建築有限公司 | 葵健樓                 | 26座問題公屋之一                     | （同一屋邨） 第6座 顯徑邨 長安邨 石籬邨 青欣臨時房屋區                |
| 第9座            | 舊長型大廈 （當時作「新型廉租大廈」） | 1971年         | 1987年10月     | 有成建築有限公司 | 葵信樓 葵安樓 葵德樓   | 26座問題公屋之一                     | （同一屋邨） 第6座 葵仁樓 葵智樓 長康邨                               |
| 第10座           | 舊長型大廈 （當時作「新型廉租大廈」） | 1971年         | 1987年10月     | 有成建築有限公司 | 葵信樓 葵安樓 葵德樓   | 26座問題公屋之一                     | （同一屋邨） 第6座 葵仁樓 葵智樓 長康邨                               |
| 第11座           | 舊長型大廈 （當時作「新型廉租大廈」） | 1971年         | 1987年10月     | 有成建築有限公司 | 葵信樓 葵安樓 葵德樓   | 26座問題公屋之一                     | （同一屋邨） 第6座 葵仁樓 葵智樓 長康邨                               |

全邨樓宇均牽涉26座問題公屋醜聞，其中8至11座更是26座問題公屋之一，其混凝土強度未達高層單位20.7MPa或低層單位31MPa的標準，相關樓宇已納入整體重建計劃下重建

## 文娛康樂設施

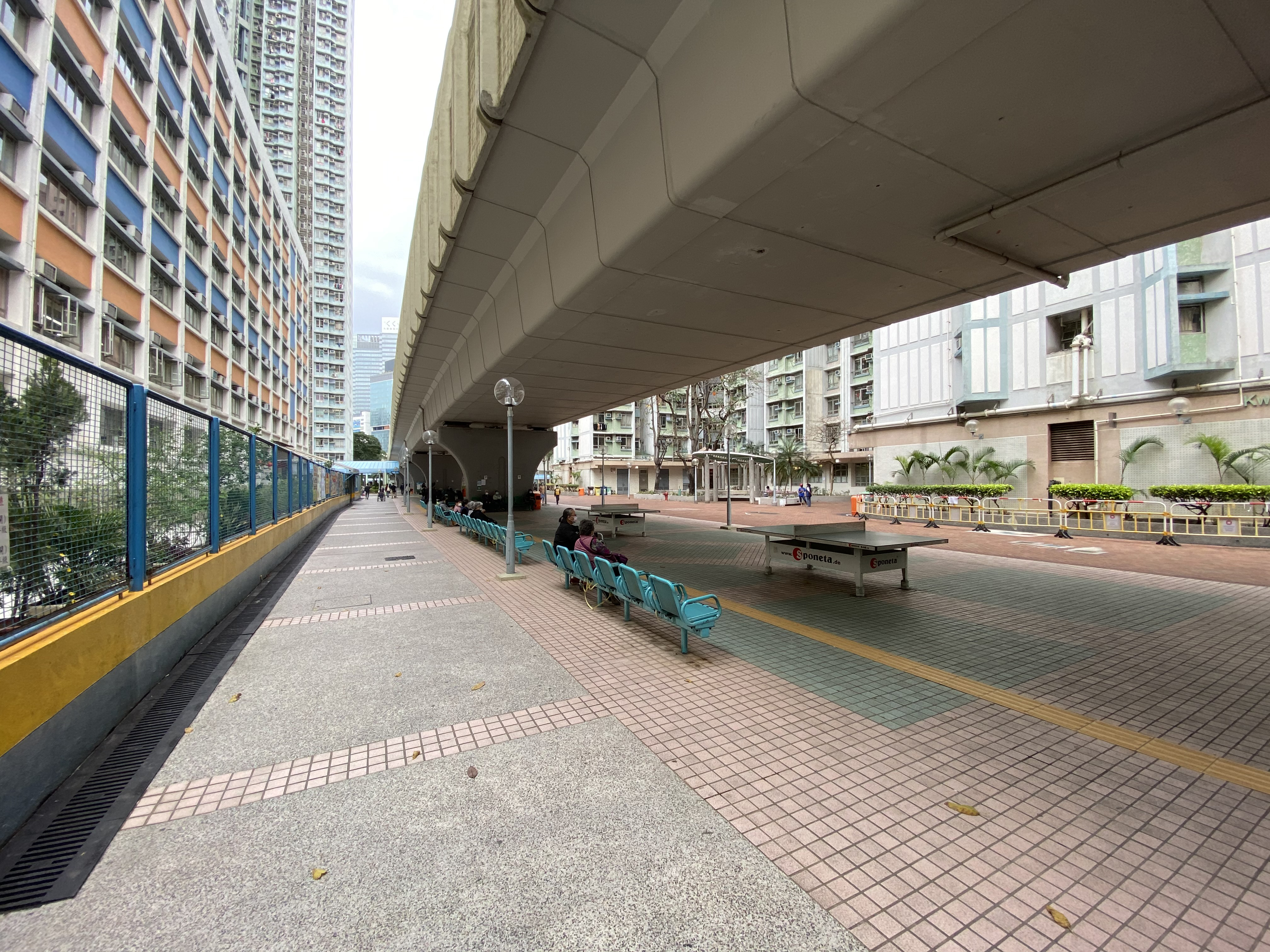
荃灣綫高架橋下的休憩空間

葵芳邨設計頗為特別，由港鐵荃灣綫的鐵路高架橋，穿越葵芳邨社區的中軸，但該鐵路橋設有混凝土有蓋隔音屏障，以減低列車嘈音對葵芳邨居民的影響，及避免因為有人高空擲物擊中電纜導致列車服務癱瘓，而鐵路橋下及兩旁均沒有建置居住樓宇，所以區內有一個頗大的羅馬廣場，平日有些文娛表演。2005年底於香港舉行第六次世貿部長級會議期間，來自東南亞的反世貿人士舉辦的「稻米節」就曾在葵芳邨羅馬廣場表演。而橋下亦佈有休憩桌椅，平日有不少長者在桌椅休息及下棋。
另外邨內有設長者及青少年服務中心。提供長者服務的基督教光愛中心位於葵明樓地下；提供青少年服務的則有白普理中心及香港青年協會葵芳青年空間。
但較特別的是，葵芳的社區會堂並非位於葵芳邨內，而是位於葵芳邨對面的智芳街、高芳街舊式私人住宅區中。

## 教育設施
葵芳邨內設有一所幼稚園、幼兒園以及一所小學。在重建前建有4所小學及1所特殊學校，由於當時教育統籌局推行1邨1校政策，因此現時邨內僅剩下一所小學。

### 幼稚園
- 保良局呂陳慧貞(葵芳)幼稚園暨幼兒園 （页面存档备份，存于）（1993年創辦）（位於葵安樓地下）[27]
- 協康會上海總會康苗幼稚園（位於葵德樓地下）

- 樂苗國際幼稚園（位於葵德樓地下）已結束

### 小學
- 佛教林金殿紀念小學（1972年創辦，1998年原邨安置）

重建前學校
- 惠州公學
- 聖公會思晃小學（遷往青衣，並易名為聖公會何澤芸小學）
- 閩僑第二小學（遷往青衣，在2009年由地利亞(閩僑)英文小學取代）
- 丁熊照學校（位於思晃小學地下及一樓，後遷往同區另一校舍）

## 商業設施
葵芳邨內有兩個由香港房屋委員會興建的公營屋邨商場，其中舊翼於1992年11月落成，新翼於2000年落成。邨內各式的商業設施齊備；另外亦曾經設有一個乾濕貨街市，但現已結業。
屋邨同時鄰近葵青區內的消費中心點——新都會廣場及葵涌廣場。
2009年，領匯替葵芳廣場進行翻新工程，並替商場天橋加入空調系統。
2017年，基滙資本向領展購入葵芳廣場。
2018年，長城環亞控股以7.25億港元購入葵芳廣場。

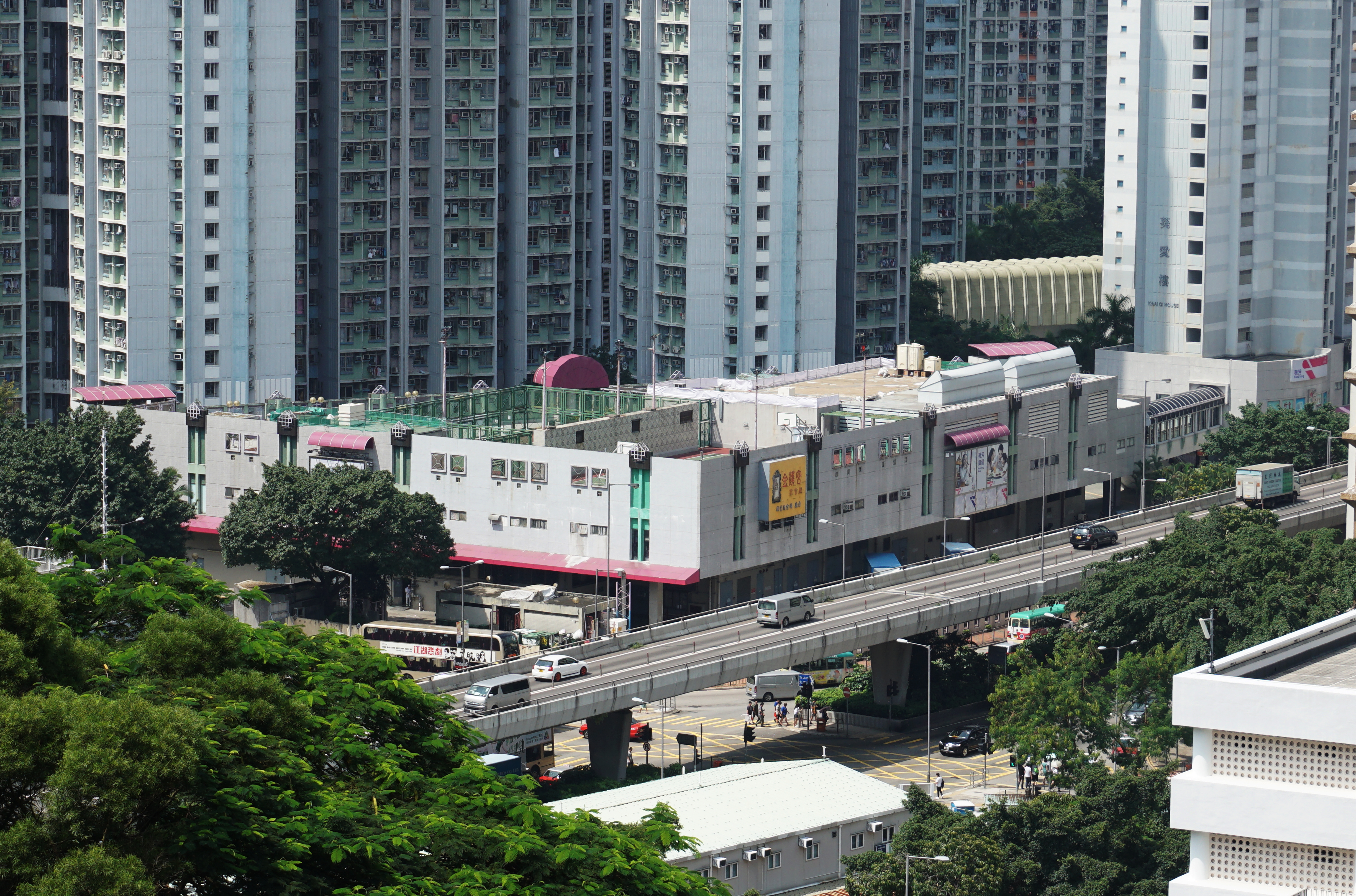
葵芳廣場（2016年9月）
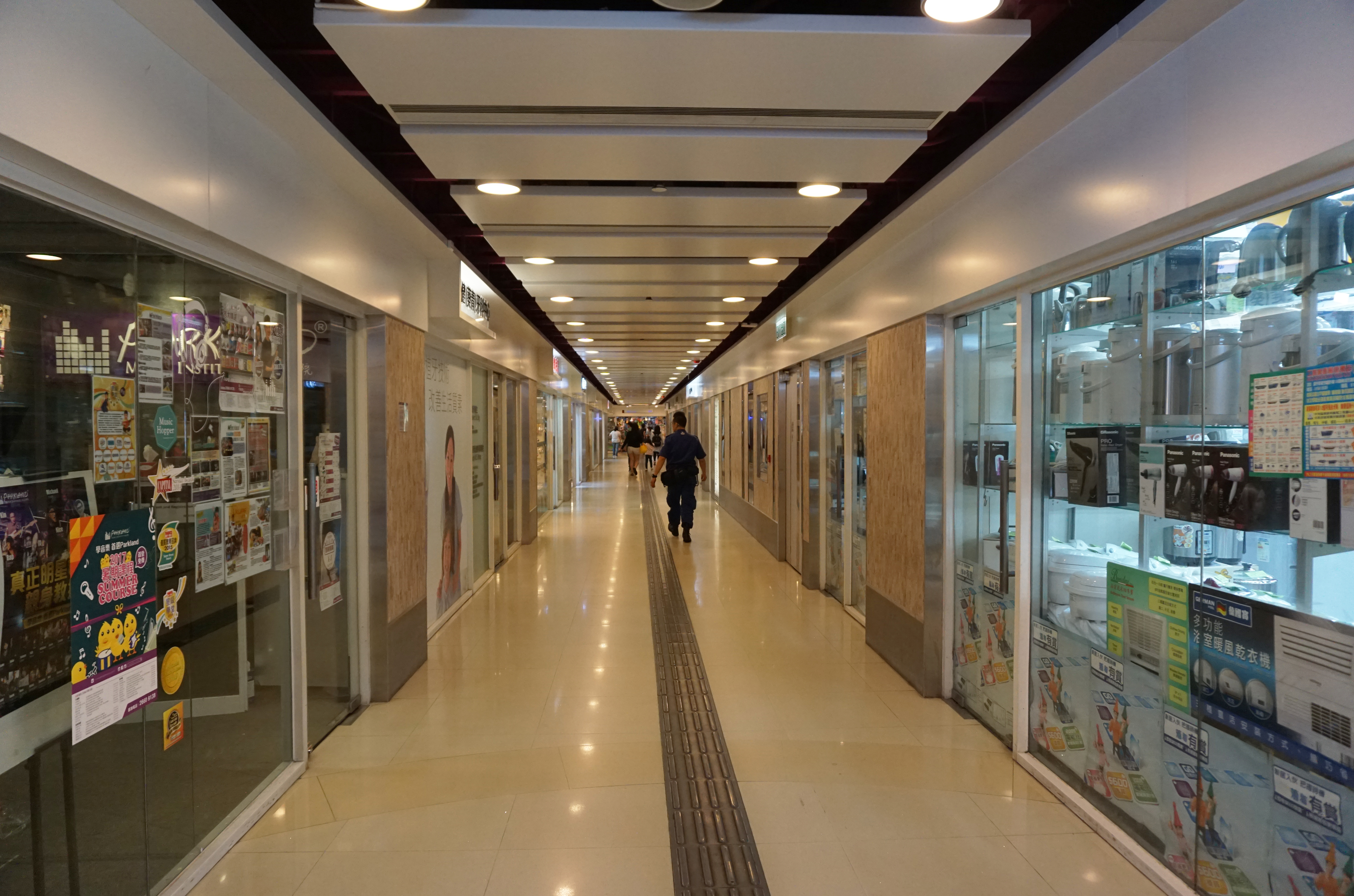
葵芳廣場1樓
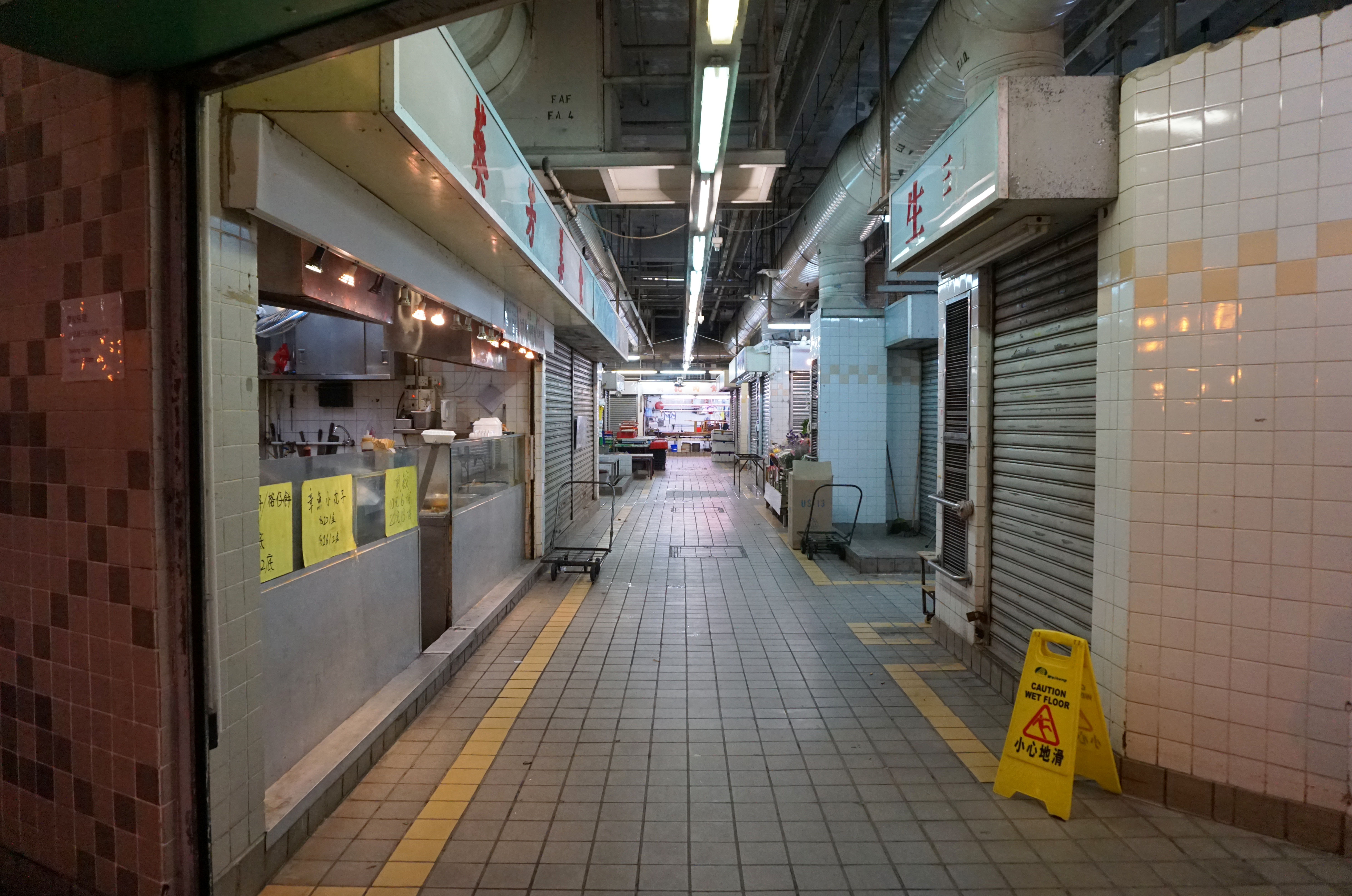
結業前的葵芳街市

## 知名住客
- 林穎彤[30]：原名林頴彤，香港女歌手、節目主持及演員，曾是童星，曾為無綫電視經理人合約藝員和星夢娛樂旗下歌手。

## 所屬選區
葵芳邨在立法會地區直選當中，屬於新界西（LC4）選區範圍之內，而地方行政則為葵青區。全邨所有樓宇與附近的大連排工業區組成葵青區議會葵芳選區，但工業區並無居民居住，故此選區的絕大部份居民均為葵芳邨居民。前任區議員為街坊工友服務處執行監督梁耀忠。

### 歷屆區議員
| 選區名稱 | 屆別                  | 議員               | 政治聯繫                          | 政治聯繫                          | 議員                              | 政治聯繫 | 政治聯繫 |
| -------- | --------------------- | ------------------ | --------------------------------- | --------------------------------- | --------------------------------- | -------- | -------- |
| 葵涌中   | 1982年－1985年        | 當時定為單議席選區 | 當時定為單議席選區                | 當時定為單議席選區                | 鄭永津                            |          | 無黨籍   |
| 葵涌中   | 1985年－1988年        | 梁耀忠             |                                   | 街工                              | 鄭永津                            |          | 無黨籍   |
| 葵涌中   | 1988年－1991年        | 梁耀忠             | 徐柏林                            | 街工                              |                                   | 街工     |          |
| 葵涌中   | 1991年－1994年        | 梁耀忠             | 徐柏林                            | 街工                              |                                   | 街工     |          |
| 葵芳     | 1994年－1999年        | 梁耀忠             | 分拆出葵興選區後， 改為單議席選區 | 分拆出葵興選區後， 改為單議席選區 | 分拆出葵興選區後， 改為單議席選區 |          |          |
| 葵芳     | 2000年－2003年        | 梁耀忠             | 分拆出葵興選區後， 改為單議席選區 | 分拆出葵興選區後， 改為單議席選區 | 分拆出葵興選區後， 改為單議席選區 |          |          |
| 葵芳     | 2004年－2007年        | 梁耀忠             | 分拆出葵興選區後， 改為單議席選區 | 分拆出葵興選區後， 改為單議席選區 | 分拆出葵興選區後， 改為單議席選區 |          |          |
| 葵芳     | 2008年－2011年        | 梁耀忠             | 分拆出葵興選區後， 改為單議席選區 | 分拆出葵興選區後， 改為單議席選區 | 分拆出葵興選區後， 改為單議席選區 |          |          |
| 葵芳     | 2012年－2015年        | 梁耀忠             | 分拆出葵興選區後， 改為單議席選區 | 分拆出葵興選區後， 改為單議席選區 | 分拆出葵興選區後， 改為單議席選區 |          |          |
| 葵芳     | 2016年－2019年        | 梁耀忠             | 分拆出葵興選區後， 改為單議席選區 | 分拆出葵興選區後， 改為單議席選區 | 分拆出葵興選區後， 改為單議席選區 |          |          |
| 葵芳     | 2020年－2021年2月26日 | 梁耀忠             | 分拆出葵興選區後， 改為單議席選區 | 分拆出葵興選區後， 改為單議席選區 | 分拆出葵興選區後， 改為單議席選區 |          |          |
| 葵芳     | 2021年2月27日－2023年 | 議席懸空           | 議席懸空                          | 議席懸空                          | 分拆出葵興選區後， 改為單議席選區 |          |          |
| 葵涌東   | 2024年－2027年        | 郭芙蓉             |                                   | 民建聯                            | 周潔瑩                            |          | 工聯會   |

## 事件
- 2013年3月19日，姓馮（39歲）男子和姓劉（36歲）妻子，被發現在葵涌葵芳邨葵泰樓高層一單位內身亡。法醫驗屍發現，女死者頸部有懷疑被掐傷痕，後腦亦曾遭硬物重擊，警方懷疑男死者殺死太太後畏罪燒炭自殺。
- 2020年11月28日，一名留下遺書，受感情問題困擾的48歲男子，被胞妹發現反鎖在葵明樓寓所的房間內燒炭自殺死亡。[35]
- 2023年6月24日，一名50歲余姓女子懷疑不堪病患纏擾，從葵明樓高處墮下自殺，倒臥在平台，當場證實死亡。[36]

## 外部連結
- 房委會物業位置及資料 葵芳邨 （页面存档备份，存于）

22°21′36.42″N 114°7′42.67″E / 22.3601167°N 114.1285194°E